# Трилистник (село)
Трилистник (болг. Трилистник) — село в Болгарии. Находится в Пловдивской области, входит в общину Марица. Население составляет 838 человек.

## Политическая ситуация
В местном кметстве Трилистник, в состав которого входит Трилистник, должность кмета (старосты) исполняет Мирчо  Петров Петров (независимый) по результатам выборов правления кметства.
Кмет (мэр) общины Марица — Запрян Иванов Дачев (Болгарская социалистическая партия (БСП)) по результатам выборов в правление общины.